# روبول دراق ريس: اول ستارز
روبول دراق ريس: أول ستارز (بالإنجليزية: Rupaul’s Drag Race: All Stars)‏ هو برنامج مسابقات تلفزيوني أمريكي واقعي تم إنتاجه بواسطة World of wonder لقناة Logo Tv حيث يقوم المضيف والمرشد روبول بدعوة المتسابقين السابقين من روبول دراق ريس للتنافس للحصول على مكان في جدار الشهرة لبرنامج روبول دراق ريس.

## أساس البرنامج
التحدي المصغر
يُطلب من كل متسابق أداء مهمة بمتطلبات مختلفة بقيود زمنية. في بعض الأحيان يكافئ الفائز بالتحدي المصغر بنوع من المزايا في التحدي الرئيسي.
التحدي الرئيسي
متطلبات التحدي الرئيسي تختلف في كل حلقة، ويمكن أن تكون التحديات فردية أو جماعية. يتم تكريم الفائزين بالجوائز مثل (الملابس المصممة حسب الطلب، الإجازات، الرحلات البحرية، ومستحضرات التجميل عالية الجودة).
كل تحدٍ رئيسي ينطوي على موضوع ونتائج جديدة. ويجب على المتنافسين إثبات أنفسهم وللمرة الثانية حيث تركز التحديات على قدرة المتسابقين على تقديم أنفسهم على الكاميرا والأداء مع الموسيقى. شهد الموسم الأول التركيز على قدرة المتنافسين على الأداء الجيد معًا في مجموعات في حين أن الموسم الثاني والثالث يستندان إلى المزيد من التحديات الفردية حيث يعتمد المتسابقون على أنفسهم وعلى ادائهم فقط. متصدران الأسبوع يتقابلان في معركة مزامنة شفاة والفائز في المعركة يمنح جائزة نقدية قدرها 10000 دولار وخيار إستبعاد إحدى المتنافسات الثلاثة اللتان في القاع.
Untucked
تمامًا مثل روبول دراق ريس، تبعت حلقات الموسم الأول من أول ستارز حلقة خلف الكواليس كل أسبوع مما يعطي المشاهدين لمحة عن الدراما والمناقشات التي جرت بين المتسابقين. في الموسمين الثاني والثالث تناقش المتسابقون خلف الكواليس على من يختارون إستبعاده.
الجوائز
في كل موسم يتلقى الفائز في روبول دراق ريس: أول ستارز مجموعة مختارة من الجوائز. الجوائز التي تم الفوز بها في كل موسم كانت:
الموسم الأول:
جائزة نقدية قدرها 100000 دولار
مكان في جدار الشهرة روبول دراق ريس
امدادات من ماك مستحضرات التجميل
رحلة إجازة من ALandCHUCK.travel
الموسم الثاني والثالث:
جائزة نقدية قدرها 100000 دولار
مكان في جدار الشهرة روبول دراق ريس
إمدادات عام واحد من مستحضرات التجميل اناستازيا بيفرلي هيلز
في كل موسم هناك جوائز أصغر تُمنح للفائزين في التحديات داخل الحلقات، بدءًا من «مكافأة نقدية» إلى العطلات، وبطاقات الهدايا، إلخ.

## نظرة عامة على البرنامج
الموسم الأول 2012

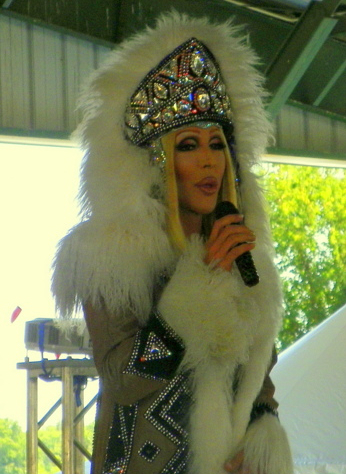
تشاد مايكلز الفائزة في الموسم الأول من روبول دراق ريس: أول ستارز

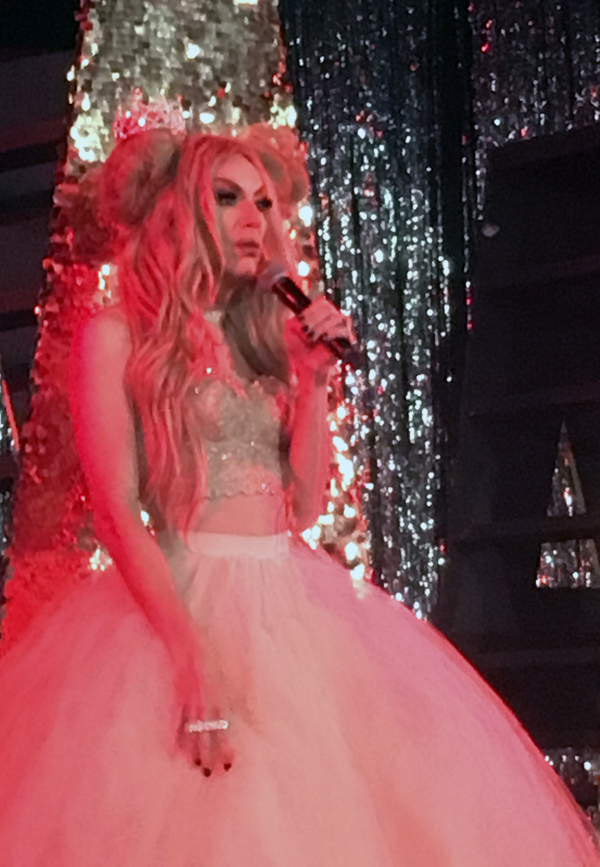
الاسكا ثاندرفاك الفائزة في الموسم الثاني من روبول دراق ريس: أول ستارز

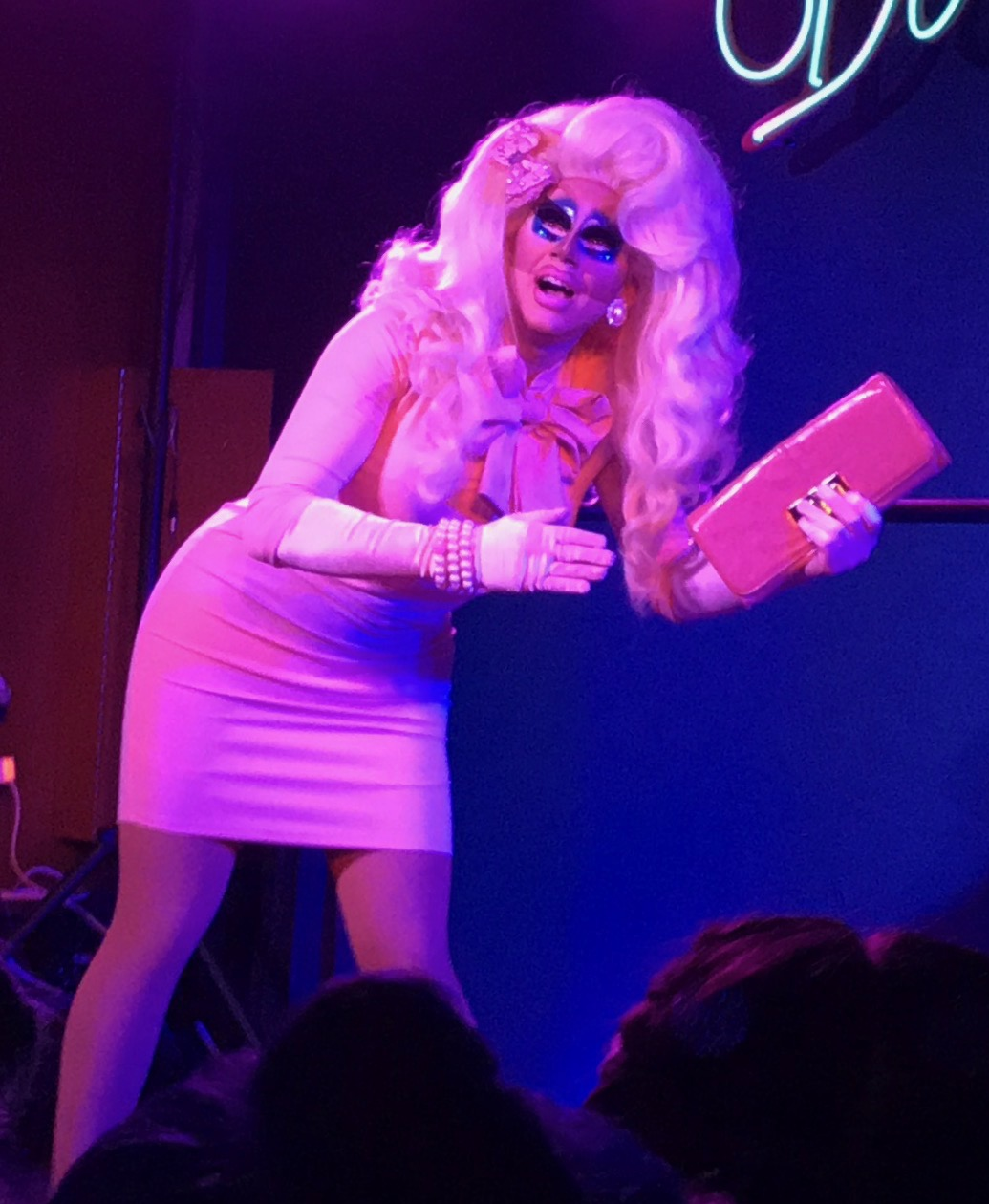
تريكسي ماتيل الفائزة في الموسم الثالث من روبول دراق ريس: أول ستارز

عرض لأول مرة على شبكة Logo في 22 أكتوبر 2012. تم الإعلان عن أسماء المتنافسين في 6 أغسطس.
يضم هذا الموسم إثني عشر متسابقًا عائدين يمثلون جميع المواسم الأربعة للمنافسة على اللقب. هذا الموسم بث ست حلقات كل حلقة بمدة ساعة. تم الحكم على المتسابقين في «الكاريزما، التفرد، الجرأة والموهبة»، و «التعاون» بما أنهم تنافسوا في فرق من إثنين. حصل الفائز على إمدادات من مستحضرات التجميل MAC ، «رحلة فريدة من نوعها» و 100,000 دولار. الأغنية الرئيسية التي يتم عرضها خلال الران واي كل حلقة هي "Sexy Drag Queen" والأغنية التي تلعب في نهاية الحلقات هي "Responsitrannity" من ألبوم RuPaul Glamazon.
يقدم كل من أعضاء لجنة الحكام رأيهم حول أداء المتسابقين في التحدي الرئيسي وعلى الران واي قبل أن يعلن روبول عن المتنافسة الفائزة في الحلقة وعن أضعف اثنان من المتنافسين. في اليوم السابق للحكم يتم تزويد جميع المتسابقين بأغنية يجب أن يتعلموا كلماتها. يجب على المتسابقين الذين يعتبرون في القاع «مزامنة الشفاة لإنقاذ حياتهم» مع الأغنية في محاولة أخيرة لإثبات انفسهم لـ روبول. بعد تزامن الشفاه يقرر روبول وحده من يبقى ومن يغادر.
الفائز بالموسم الأول من روبول دراق ريس: أول ستارز هو تشاد مايكلز.
الموسم الثاني 2016
تم الإعلان عن الموسم الثاني من أول ستارز في عام 2015 وبدأ تصويره بعد الموسم الثامن من روبول دراق ريس مباشرة. بدأ العرض في 25 أغسطس 2016 تألفت مجموعة المتنافسين من 10 متنافسين عائدون وهم ادور ديلانو، الاسكا ثاندرفاك، اليسا إدواردز، كوكو مونتريس، ديتوكس، جينجر مينج، كاتيا زامولودتشيكوڤا، في في اوهارا، روكسي اندروز وتاتيانا.
تم الكشف عن تطور جديد لهذا الموسم غير شكل المنافسة. في المواسم السابقة كانت تضطر الدراق كوين الأقل أداءً إلى «مزامنة الشفاه لإنقاذ حياتها» لتجنب الإستبعاد. ولكن في هذا الموسم تضطر أفضل منافستين في التحدي إلى «مزامنة الشفاه لحمل اللقب» والفائزة تحصل على 10000 دولار وتختار بين المنافسات في القاع لتستبعد إحداهن. ومع ذلك عند إستبعاد إحداهن وهي في طريقها للخروج يبلغها روبول بأنها ستحصل على فرصة للعودة والانتقام.
الفائزة في الموسم الثاني من روبول دراق ريس: أول ستارز هي الاسكا ثاندرفاك.
الموسم الثالث 2018
في 21 أغسطس 2017 اعلنت في إتش 1 أنها ستطلق موسمًا ثالثًا في بداية عام 2018.
في 13 اكتوبر 2017 ، أعلنت في إتش 1 أنه سيتم بث ساعة واحدة خاصة من RuPaul’s Drag Race All Stars Exclusive Queen RuVeal معلنة عن المتسابقين العائدين للموسم. المتسابقون العشرة الذين تنافسوا في الموسم الثالث آجا، بينديلاكريم، تشي تشي ديفاين، كينيدي دافنبورت، ميلك (دراق كوين) ، مورغان ميكمايكلز، شانجيلا، ثورجي ثور والفائزة بالموسم الأول من روبول دراق ريس بيبي زاهارا بينيت وتريكسي ماتيل في 14 ديسمبر 2017 أُعلن أن العرض الأول للموسم الثالث سيكون في 25 يناير 2018.
تم الكشف عن تطور جديد في كيفية اختيار حامل اللقب لهذا الموسم في الحلقة النهائية. عادت الملكات اللاتي أستبعدن قبل النهائيات وصوتن لصالح أفضل إثنين من بين المتسابقين الأربعة المتبقين. من هناك المتسابقين الاثنين يتأهلون للنهائي حيث معركة «مزامنة الشفاه».
الفائزة بالموسم الثالث من روبول دراق ريس: أول ستارز هي تريكسي ماتيل.
الموسم الرابع
في أغسطس 2018 خلال حلقة من البودكاست What’s the tea أكد روبول أنه يصور حالياً الموسم الرابع من أول ستارز. في 22 أغسطس 2018 ، أعلنت في إتش 1 رسمياً عن الموسم الرابع ولكن بدون كشف النقاب عن المتسابقين بعد.

## روابط خارجية
- روبول دراق ريس: اول ستارز على موقع IMDb (الإنجليزية)
- روبول دراق ريس: اول ستارز على موقع نتفليكس (الإنجليزية)
- روبول دراق ريس: اول ستارز على موقع كينوبويسك (الروسية)
- روبول دراق ريس: اول ستارز على موقع قاعدة بيانات الفيلم (الإنجليزية)